# Somjit Jongjohor

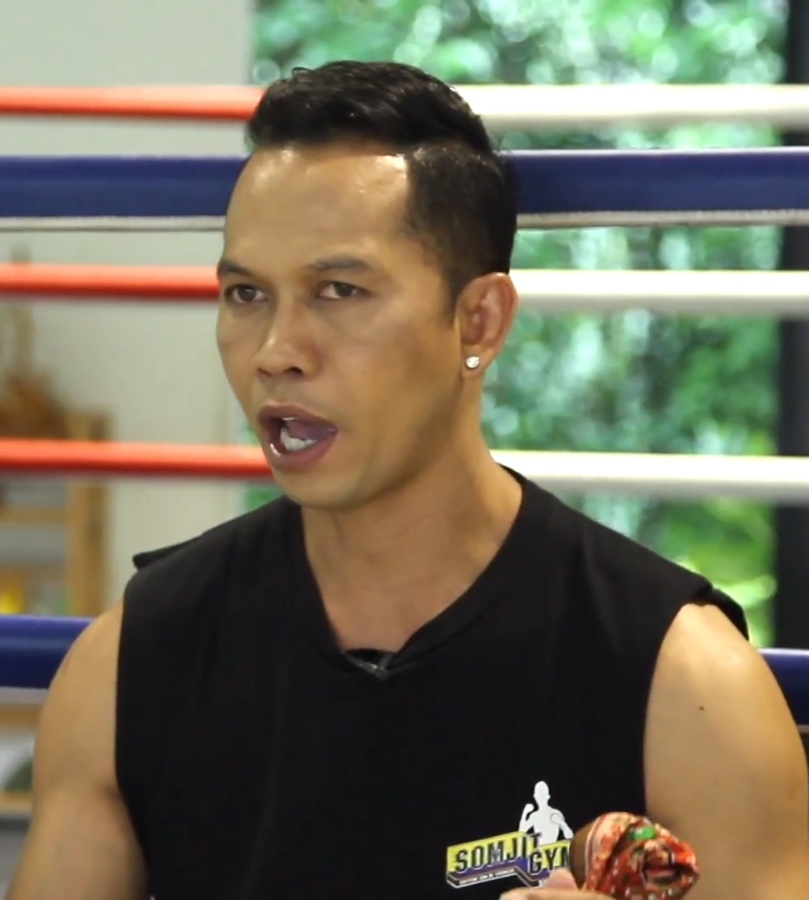
Somjit Jongjohor

Somjit Jongjohor, född 19 januari 1975, är en thailändsk boxare, bland annat känd för att ha vunnit guld i olympiska sommarspelen 2008 i Peking.

## Meriter

### Olympiska meriter

#### Olympiska sommarspelen 2008
- Huvudartikel: Boxning vid olympiska sommarspelen 2008

| Tävlande         | Viktklass | Sextondelsfinal        | Åttondelsfinal        | Kvartsfinal          | Semifinal            | Final                |  |
| Tävlande         | Viktklass | Motståndare Resultat   | Motståndare Resultat  | Motståndare Resultat | Motståndare Resultat | Motståndare Resultat |  |
| ---------------- | --------- | ---------------------- | --------------------- | -------------------- | -------------------- | -------------------- |  |
| Somjit Jongjohor | Flugvikt  | Valenzuela (GUA) W 6-1 | Mammadov (AZE) W 10-2 | Yunusov (TJK) W 8-1  | Picardi (ITA) W 7-1  | Laffita (CUB) W 8-2  |  |